# Takeda Pharmaceutical
Die Takeda Pharmaceutical Company Limited (englisch für japanisch 武田薬品工業株式会社 Takeda yakuhin kōgyō kabushiki-gaisha) ist ein forschendes, weltweit tätiges japanisches Pharmaunternehmen mit Schwerpunkt auf verschreibungspflichtigen Arzneimitteln. 

## Geschichte

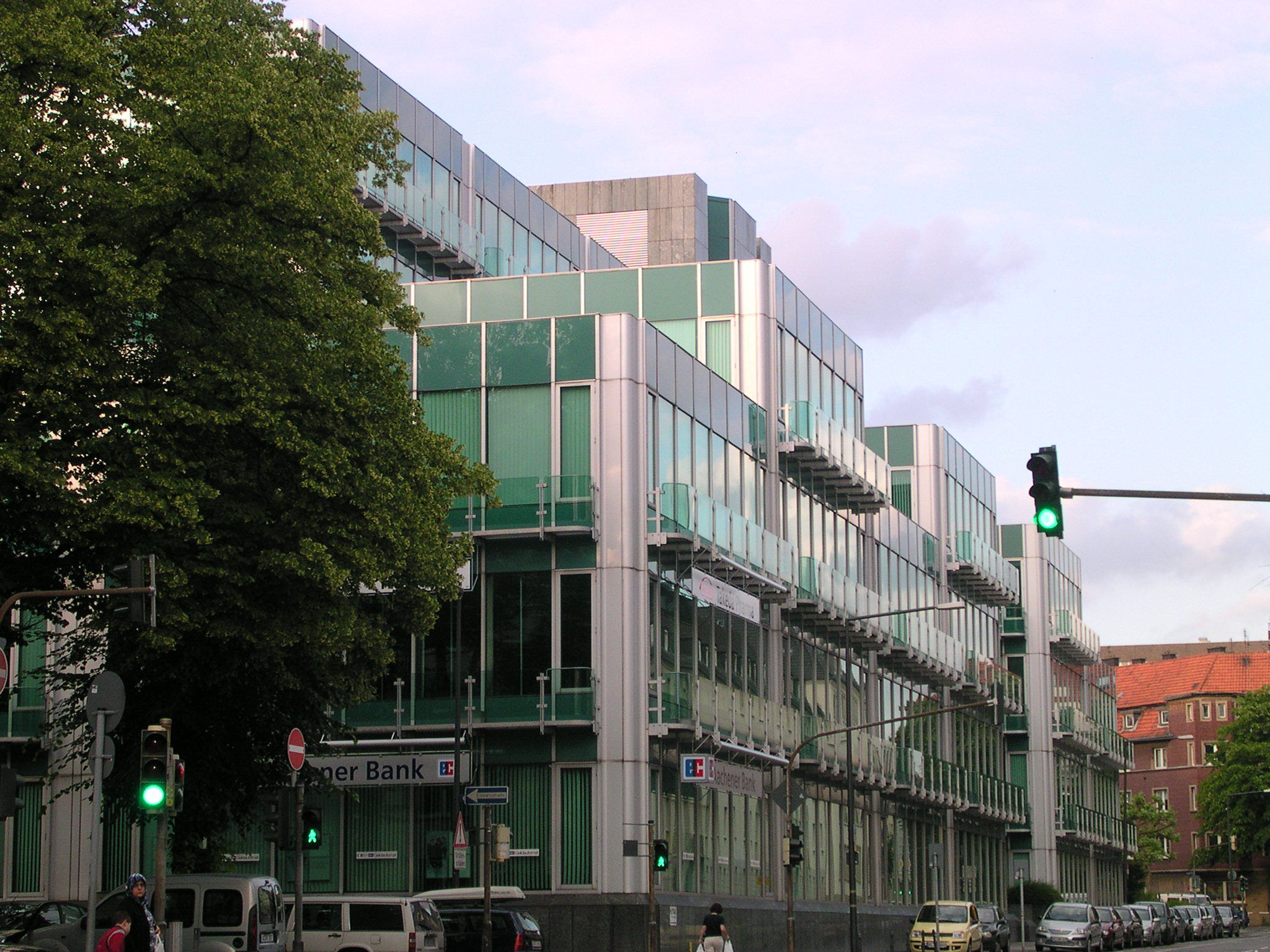
Veglahaus in Aachen (abgerissen), ehemaliger Firmensitz des Gemeinschafts-Unternehmens von Grünenthal und Takeda Pharma

Der 32-jährige Chobei Takeda I gründete 1781 in Doshō-machi (heute: Doshō-machi, Chūō-ku, Ōsaka-shi, Ōsaka-fu) ein Geschäft für den Verkauf traditioneller japanischer und chinesischer Medikamente. 1895 wurde eine eigene Fabrik errichtet und die Herstellung pharmazeutischer Produkte begonnen. Takeda startete die ersten Direktimporte aus Großbritannien, den USA, Deutschland und Spanien. Der Markteintritt von Takeda in Deutschland erfolgte 1981 in Aachen unter dem Namen Takeda Pharma GmbH im Rahmen eines Joint Ventures der japanischen Takeda Pharmaceutical Company Limited und der deutschen Grünenthal GmbH.
Dabei handelte es sich um die erste Kooperation mit einem japanischen Unternehmen in der deutschen Pharmaindustrie. Heute gehört Deutschland zu den weltweit größten Standorten des Takeda-Konzerns. 1985 gründete Takeda Pharma in den Vereinigten Staaten TAP Pharmaceuticals Inc. (nun TAP Pharmaceutical Products Inc.) als 50:50 Joint Venture mit Abbott Laboratories. TAP begann mit dem Vertrieb eines Mittels gegen Prostatakrebs. Im Jahr 2002 wurde Takeda Pharma GmbH zur 100-prozentigen Tochtergesellschaft von Takeda Pharmaceutical Company Limited. 2011 übernahm die Takeda Pharmaceutical Company das Schweizer Pharmaunternehmen Nycomed.
2019 kaufte Takeda das britische Pharmaunternehmen Shire PLC für 62 Milliarden Dollar. Durch diese Akquisition ist Takeda eine der 10 größten Pharmafirmen der Welt. Shire hatte 2016 Baxalta – ein spin-off von Baxter International – gekauft und war dadurch zum Weltmarktführer im Bereich seltener Erkrankungen (Orphan Diseases) geworden.

## Standorte

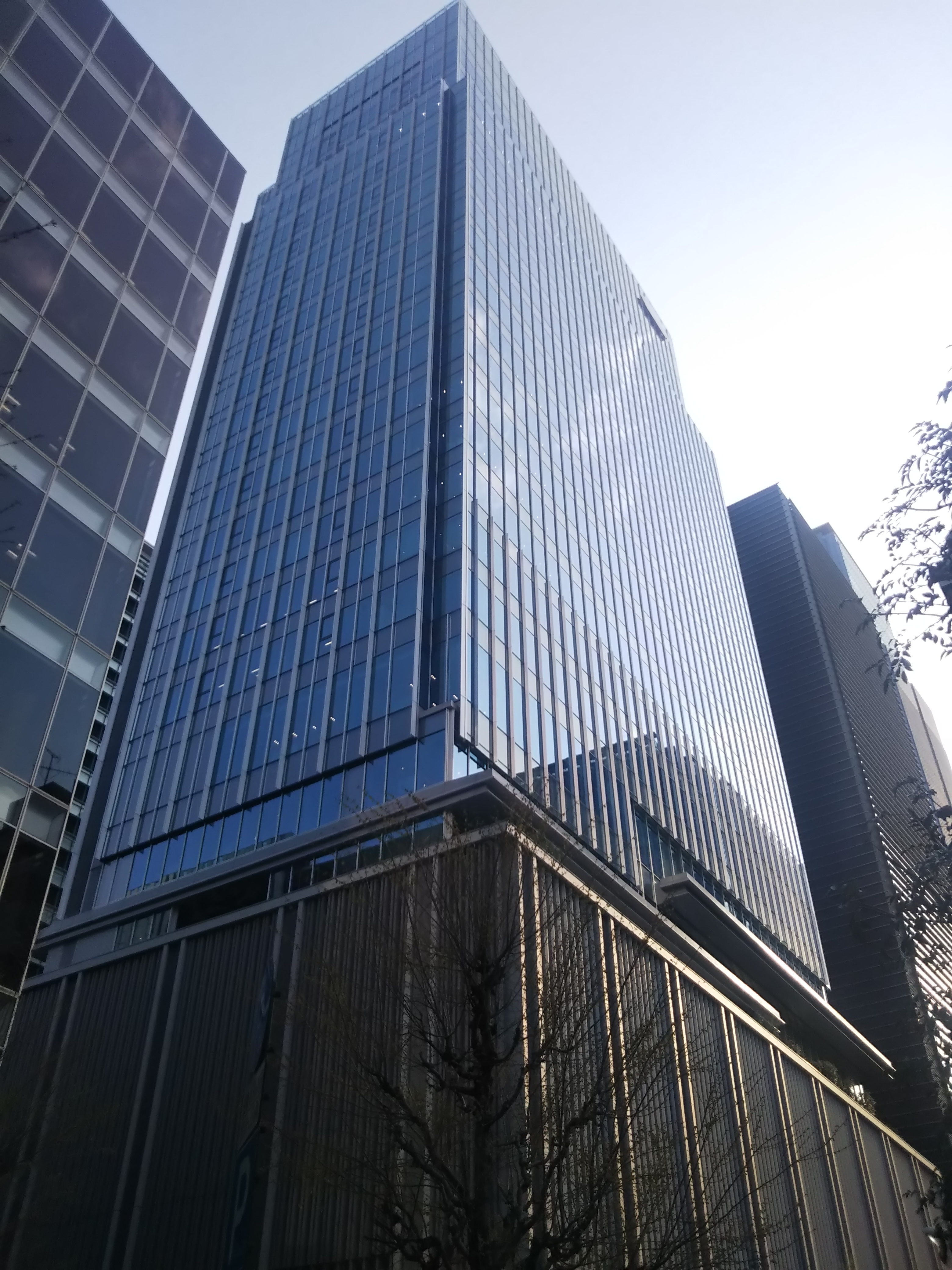
Hauptsitz in Tokyo, Japan

In 80 Ländern beschäftigt Takeda rund 50.000 Mitarbeiter, mit besonderen Stärken in Asien, Nordamerika, Europa und den wachstumsstarken Märkten Lateinamerika, Russland und China.

### Deutschland
In Deutschland betreibt Takeda vier Standorte: Konstanz, Berlin, Singen und Oranienburg. 1981 wurde die deutsche Niederlassung unter dem Namen Takeda Pharma GmbH in Aachen gegründet. Seit 2012 steuert Takeda von Berlin aus über die Takeda Pharma Vertrieb GmbH & Co. KG die Marktaktivitäten in Deutschland. Geschäftssitz ist Konstanz (Takeda GmbH). Neben der Takeda-Niederlassung in Berlin sind am Standort Konstanz Verwaltungs- und Servicefunktionen der DACH-Region gebündelt. 
Oranienburg und Singen sind Produktionsstätten von Takeda; rund 98 % der gesamten Produktion wird in ausländische Märkte exportiert. Der Standort Oranienburg ist eine Fabrik für feste Darreichungsformen (Tabletten, Kapseln). Der Standort Singen ist spezialisiert auf gefriergetrocknete Pulver (Lyophilisate) und halbfeste Darreichungsformen (Salben). Im November 2019 wurde hier auch eine neue Impfstofffabrik eingeweiht. An den vier Standorten von Takeda In Deutschland arbeiten rund 2.500 Mitarbeiter.

### Österreich
Die österreichische Niederlassung Takeda Pharma Ges.m.b.H. hat ihren Sitz in Wien, die Takeda Austria GmbH am Chemiepark Linz. 

#### Takeda Manufacturing Austria AG
Die Takeda Manufacturing Austria AG betreibt unter der Marke BioLife österreichweit 13 spezialisierte Plasmaspendezentren. Das daraus gewonnene Blutplasma wird im Produktionsstandort in Wien zu Medikamenten verarbeitet.

### Schweiz
Die schweizerische Niederlassung Takeda Pharma AG hat ihren Sitz in Pfäffikon SZ. Die Konzernzentrale in Zürich (Glattpark-Opfikon) ist Hauptsitz für die Vertriebsaktivitäten in Europa & Kanada. 

### USA
Die US-Niederlassung Takeda Pharmaceuticals North America, Inc., hat ihren Firmensitz in Deerfield im US-Bundesstaat Illinois. Der Sitz der weltweiten Forschung und Entwicklung ist in Lincolnshire, USA.

## Produkte
In Deutschland produziert Takeda Spezialpräparate in insgesamt 5 Fachgebieten: Gastroenterologie, Onkologie, Seltene Erkrankungen, Neurologie und Urologie.